# Friedrich Josef Korntheuer
Friedrich Josef Korntheuer (* 15. Februar 1779 in Wien; † 28. Juni 1829 ebenda) war ein österreichischer Schauspieler und Dramatiker.

## Leben

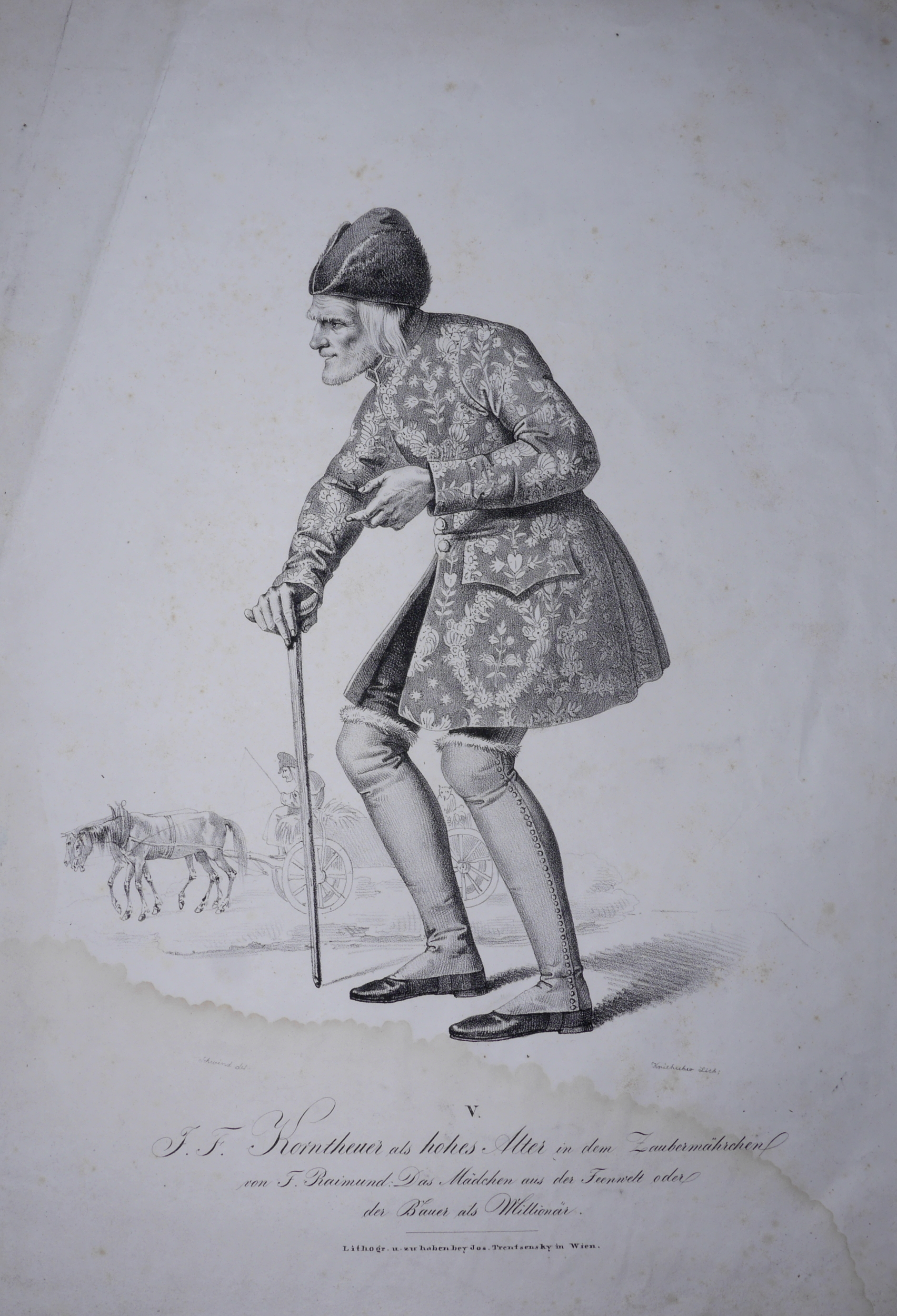
Friedrich Josef Korntheuer. Lithographie von Josef Kriehuber, ca. 1826

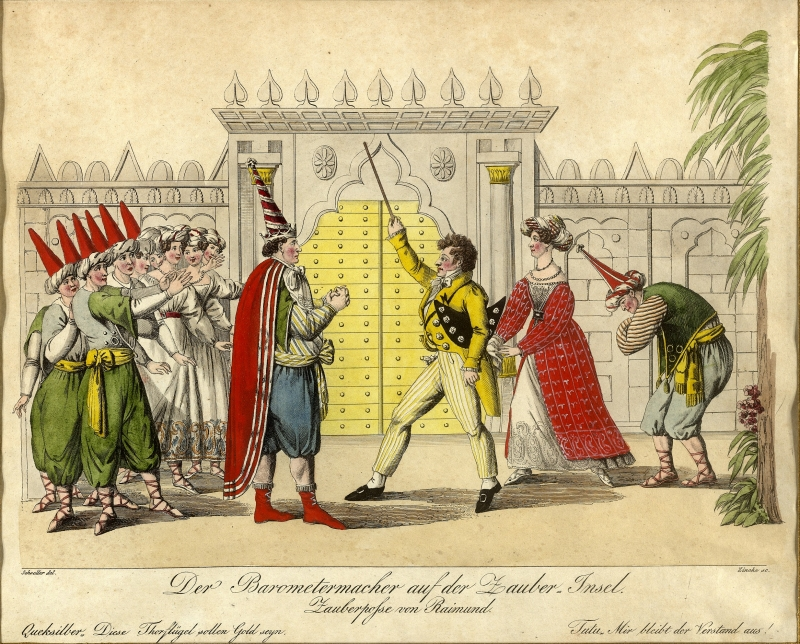
Korntheuer als Inselherrscher Tutu in Raimunds Barometermacher auf der Zauberinsel

Korntheuer begann auf Wunsch seiner Eltern eine Beamtenlaufbahn, wählte dann allerdings seiner Neigung folgend die Bühnenkarriere. Von 1803 bis 1804 war er als Komiker in Klagenfurt engagiert und wechselte von dort an das Wiener Burgtheater, wo er bis 1808 tätig war. Dann kam er als Regisseur zu Emanuel Schikaneder, der damals in Brünn wirkte. Von 1811 bis 1813 spielte er wiederum am Burgtheater und im Theater an der Wien. Von 1813 bis 1815 wurde er als Direktor an das Ständische Theater von Brünn berufen, dann folgten Gastspiele in Pest, Stuttgart, Graz und Preßburg. Von 1821 bis 1825 spielte er am Leopoldstädter Theater, wo ihm Ferdinand Raimund im Der Diamant des Geisterkönigs die Rolle des „Longimanus“ auf den Leib schrieb. Das „Hohe Alter“ verkörperte Korntheuer 1826 in Der Bauer als Millionär desselben Autors. Weitere Hauptrollen waren der „Tutu“ in Raimunds Der Barometermacher auf der Zauberinsel, der „Fabian“ in Die Ballnacht von Johann Karl Waldon, sowie der „Wachtmeister Werner“ in Gotthold Ephraim Lessings Minna von Barnhelm, und viele andere.
Als Bühnenautor schrieb er einige Stücke, beispielsweise Das neue Jahr (1816), Das Lustspiel im Zimmer (1822), Alle sind verheiratet (1825), Amorosa (1826). Sein Stück Alle sind verliebt (1823) wurde von David Kalisch 1858 unter dem Titel Ein gebildeter Hausknecht und im selben Jahr auch von Johann Nestroy mit gleichbleibendem Titel überarbeitet.
Korntheuer erfreute sich großer Beliebtheit beim Publikum, das er mit seinen Extempores als Darsteller von martialischen Heldenrollen ebenso wie als komischer Pantoffelheld unterhielt. Mit seiner außergewöhnlichen Körperlänge, seinem Phlegma und seiner Schlagfertigkeit wurde er zu einem genauso prominenten Volksschauspieler wie seine Kollegen Raimund, Ignaz Schuster und Therese Krones. Adolf Bäuerle, der Herausgeber der Wiener Theaterzeitung, verpasste ihm wegen seiner Vielseitigkeit den ehrenvollen Spitznamen „Proteus der Volksbühne, Devrient des lokalen Theaters, Agent aller heiteren Charaktere“. 
Ignaz Franz Castelli widmete Korntheuer in seinen Memoiren Aus dem Leben eines Wiener Phäaken 1781–1862 einen ausführlichen und sehr lobenden Nachruf mit einigen Bühnenanekdoten. So erzählte er, Korntheuer habe in einer Rolle als Bürgermeister zu der Mitteilung, man habe einer eben angekommenen berühmten Schauspielerin aus Mangel an genügend Blumen auch Salatblätter streuen lassen, aus dem Stegreif geantwortet:
„Recht, Sperling, und lassen sie von mir aus noch extra zwölf harte Eier sieden und auf den Salat legen.“
Friedrich Josef Korntheuer wurde als Mitglied des Leopoldstädter Theaters Ende 1828 krankheitshalber entlassen und starb wenige Monate danach im Juni 1829 im Alter von nur 50 Jahren an seinem schweren Leiden.

## Ehrungen
Die Korntheuergasse in Wien-Döbling ist nach Friedrich Josef Korntheuer benannt.